# 장가 (진)
장가(莊賈, ?-?)는 진(秦) 말기 인물로, 진승(陳勝)과 오광(吳廣)이 대택(大澤)에서 봉기한 이후에 진승의 마부가 되었다.
진 2세 황제 호해(胡亥) 원년(기원전 209년) 진 소부(少府) 장한(章邯)이 군대를 이끌고 진승의 상주국(上柱國) 채사(蔡賜)를 공격하고 살해하였다. 다시 장한은 진현(陳縣, 하남성河南省 회양淮陽)으로 진공하였고 진승은 직접 응전하였지만 연패 후에 퇴각하여 하성보(下城父, 안휘성安徽省 와양渦陽)까지 갔고, 장가는 혼란한 틈을 타 진승을 찔러 죽이고 진군에 투항하였다. 후에 여신(呂臣)이 기병하여 진승을 위하여 복수하고자 하였을 때에 장가를 살해하였다.

## 참고 문헌
- 『사기(史記)』「진섭세가(陳涉世家)」

## 같이 보기
- 오광
- 진가
- 진승·오광의 난
- 진승
- 초왕 경구